# Ahmad Abd al-Hajj
Ahmad Abd al-Hajj, Ahmed Abdelhay (arab. أحمد عبد الحي, Aḥmad ʿAbd al-Ḥayy, znany także jako Ahmed Salah lub Ahmed Abdel Naeim; ur. 19 sierpnia 1984 w Kairze) – egipski siatkarz, grający na pozycji atakującego; reprezentant Egiptu. 

## Kariera klubowa
Od początku swojej zawodowej kariery występował w kairskim klubie Al-Ahly. Wygrał z nim Klubowe Mistrzostwa Krajów Arabskich w 2002 roku i trzykrotnie (w 2003, 2004 i 2010 roku) afrykański Puchar Mistrzów Klubowych. W 2013 roku grając w Halkbanku Ankara zwyciężył w Pucharze CEV i Pucharze Turcji.

## Kariera reprezentacyjna
Ahmad Abd al-Hajj powołany został do kadry kadetów (U-19) w 2001 roku na mistrzostwa świata kadetów, na których zajął 4. miejsce. W 2003 roku trafił do kadry juniorów (U-21), z którą grał na mistrzostwach świata juniorów rozgrywanych w Teheranie. Swój międzynarodowy debiut w seniorskiej reprezentacji zaliczył 11 października 2003 roku w igrzyskach afrykańskich, gdzie z reprezentacją zdobył złoty medal.
W latach 2006–2008 i w 2010 roku znalazł się w kadrze na Ligę Światową siatkarzy.
Grał w Mistrzostwa Świata 2006 i w turnieju olimpijskim w 2008 roku.

## Sukcesy klubowe
Puchar Egiptu:
- 2002, 2003, 2004, 2006, 2007, 2010, 2011, 2015, 2017, 2019, 2020

Klubowe Mistrzostwa Krajów Arabskich:
- 2002, 2005, 2006, 2010, 2011, 2020
- 2009

Liga egipska:
- 2002, 2003, 2004, 2006, 2007, 2009, 2010, 2011, 2016, 2017, 2019, 2020, 2021

Klubowe Mistrzostwa Afryki:
- 2003, 2004, 2006, 2010, 2011, 2016, 2019, 2022[2]
- 2008, 2009
- 2007

Puchar Turcji:
- 2013

Puchar CEV:
- 2013

Liga turecka:
- 2013

## Sukcesy reprezentacyjne
Igrzyska Afrykańskie:
- 2003, 2007

Igrzyska Śródziemnomorskie:
- 2005

Mistrzostwa Afryki:
- 2005, 2007, 2009, 2011, 2013, 2015
- 2017

Igrzyska Panarabskie:
- 2006, 2014, 2016

Letnia Uniwersjada:
- 2009

## Nagrody indywidualne
- 2005: Najlepszy zagrywający Klubowych Mistrzostw Krajów Arabskich
- 2005: MVP Mistrzostw Afryki
- 2006: MVP i najlepszy atakujący Klubowych Mistrzostw Krajów Arabskich
- 2007: Najlepszy atakujący i zagrywający Mistrzostw Afryki
- 2008: MVP i najlepszy atakujący Turnieju Interkontynentalnego Kwalifikacji Olimpijskiej
- 2009: MVP Klubowych Mistrzostw Afryki
- 2009: MVP Mistrzostw Afryki
- 2010: Najlepszy zagrywający Klubowych Mistrzostw Krajów Arabskich
- 2010: MVP Klubowych Mistrzostw Afryki
- 2011: MVP Klubowych Mistrzostw Krajów Arabskich
- 2011: MVP i najlepszy zagrywający Mistrzostw Afryki
- 2011: Najlepszy atakujący Pucharu Świata
- 2013: Najlepszy atakujący i zagrywający turnieju finałowego Pucharu CEV
- 2013: Najlepszy zagrywający Mistrzostw Afryki
- 2015: Najlepszy atakujący Klubowych Mistrzostw Afryki
- 2015: MVP Mistrzostw Afryki
- 2015: Najlepszy punktujący Pucharu Świata
- 2019: MVP Klubowych Mistrzostw Afryki